# Osmia tingitana
Osmia tingitana là một loài Hymenoptera trong họ Megachilidae. Loài này được Benoist mô tả khoa học năm 1969.